# Csigaforgatófélék
A csigaforgatófélék (Haematopodidae) a madarak osztályának lilealakúak (Charadriiformes) rendjébe tartozó család, egyetlen nem tartozik ide.

## Rendszerezésük
A családot és az alábbi Haematopus nemet is Charles Lucien Jules Laurent Bonaparte írta le 1838-ban, az alábbi fajok tartoznak ide:
- tűzföldi csigaforgató (Haematopus leucopodus)
- vastagcsőrű csigaforgató (Haematopus ater)
- alaszkai csigaforgató (Haematopus bachmani)
- amerikai csigaforgató (Haematopus palliatus)
- kanári-szigeteki csigaforgató (Haematopus meadewaldoi) – kihalt
- szerecsen-csigaforgató (Haematopus moquini)
- európai csigaforgató (Haematopus ostralegus)
- maori csigaforgató (Haematopus finschi)
- ausztrál csigaforgató (Haematopus longirostris)
- változó csigaforgató (Haematopus unicolor)
- chatham-szigeteki csigaforgató (Haematopus chathamensis)
- füstös csigaforgató (Haematopus fuliginosus)

## Előfordulásuk
Szinte az egész világ tengerpartjainál honosak. Természetes élőhelyeik a fajok nagy részének a sziklás, homokos és kavicsos tengerpartok, de egyes fajok édes vizű tavak és sós mocsarak környékén is megtalálhatóak.

## Megjelenésük
Testhosszuk 40-51 centiméter körüli.